# 矢敷真帆・梨紗
矢敷 真帆・梨紗（やしき まほ・りさ）は、矢敷 真帆（やしき まほ、本名同じ）と矢敷 梨紗（やしき りさ、本名同じ）の双子姉妹で、共に石川県金沢市出身の元タレントである。生年月日は共に1987年6月10日。かつてはホリ・エージェンシーに所属していた。復帰後はTWIN PLANET ENTERTAINMENT所属後引退。

## 人物
- 共立女子大学卒。
- 血液型はO型。
- 関ジャニ∞のファン。
- M-1グランプリ2009に「Y敷姉妹」として出場。一回戦敗退、キャンパスナイトフジにて漫才をしている箇所が放送された。2010は二回戦敗退。
- キングオブコント2010に出場（2010年7月30日）。一回戦敗退。
- 2012年3月に芸能界を引退することを発表した[2][3]。2015年4月に活動を再開したがその後引退した[4]。

### 矢敷真帆
- 双子の姉。
- 身長163cm。

### 矢敷梨紗
- 双子の妹。
- 身長163cm。

## 作品

### シングル
- エロくないのにエロく聴こえる歌 〜しこたまがんばれ!〜（2010年3月17日、ポニーキャニオン） - キャンパスナイターズ名義。

### 映像作品
- Travel of Twin（2011年7月22日、イーネット・フロンティア）

## 出演

### テレビ
- キャンパスナイトフジ（2009年4月 - 2010年3月、フジテレビ） - キャンパスナイターズとして出演。
- 磯山さやかの「流行発信☆磯山ランド」（2009年10月 - 2010年9月、BS日テレ）
- HEY!HEY!HEY! MUSIC CHAMP（2009年10月26日 - 、フジテレビ） - アシスタントとしてレギュラー出演。
- IJP イジュウインパーク（2010年4月9日 - 2011年3月25日、MXテレビ）
- めちゃ×2イケてるッ!（2010年10月9日、フジテレビ)アバンVTRで数秒のみ登場
- あらびき団（2010年12月21日、TBS）
- ホメられてピカるくん!!!（2011年1月1日、フジテレビ）
- アイドルの穴〜日テレジェニックを探せ!〜（2011年4月 - 5月、日本テレビ） - 日テレジェニック2011候補生[5]。
- ホリケンちゃんねる（2011年4月5日深夜、日本テレビ）
- Asian Ace（2012年2月11日、TBS）
- 今夜はアリエナイト（2013年2月12日、フジテレビ） - キャンパスナイターズとして出演。
- 踊る!さんま御殿!!（2015年8月18日、日本テレビ） - ゲスト出演。
- 有吉反省会（2016年10月22日、日本テレビ）

### ラジオ
- DJ Tomoaki's Radio Show!（2010年2月25日、下北FM） - アシスタントMC。
- ナイターズ　マル秘同窓会〜もう一度ヤラせて〜（2011年3月26日、下北FM）

## 書籍

### 写真集
- キャンパスナイトフジ しこたま卒業アルバム（2010年3月19日、講談社） - ISBN 978-4-06-379441-0。